# Gornja Trepča (Čačak)
Gornja Trepča (em cirílico: Горња Трепча) é uma vila da Sérvia localizada na cidade de Čačak, pertencente ao distrito de Moravica, na região de Pomoravlje. A sua população era de 546 habitantes segundo o censo de 2011.

## Demografia
| 1948 | 1953 | 1961 | 1971 | 1981 | 1991 | 2002 | 2011 |
| ---- | ---- | ---- | ---- | ---- | ---- | ---- | ---- |
| 961  | 928  | 809  | 702  | 737  | 641  | 618  | 546  |